# Basílica de la Vera Cruz
La Real Basílica-Santuario de la Vera Cruz es una basílica católica situada en la ciudad de Caravaca de la Cruz (Región de Murcia, España).

## Historia
Se comenzó a construir en 1617, con diseños del importante arquitecto cortesano fray Alberto de la Madre de Dios, en el interior del castillo de Caravaca, en lo alto de una colina, en el estilo que imperaba en el primer Barroco, sobre una antigua capilla medieval que albergaba un Lignum Crucis, es decir, un fragmento de la verdadera cruz en la que Jesucristo fue crucificado. Se terminó en 1703.
Desde abril de 1939, recién acabada la Guerra Civil, fue utilizado durante un tiempo como campo de concentración de prisioneros republicanos por el régimen de Franco.

## Características
Antiguo Santuario, en donde se venera la famosa Cruz de Caravaca, hacia el que desde el siglo XIII tuvieron lugar las primeras peregrinaciones que continuarían a lo largo de los siglos. Se convirtió en Basílica Menor el 2 de febrero de 2008, según decreto del papa Benedicto XVI de 3 de diciembre de 2007.
Asimismo, desde 2003 y repitiéndose cada siete años, tiene el privilegio de celebrar perpetuamente un Año Jubilar, concedido por el papa san Juan Pablo II en enero de 1998. Este Jubileo perpetuo solo se da en otros cuatro lugares en el mundo: Jerusalén, Roma, Santiago de Compostela y Santo Toribio de Liébana.

## Arquitectura
El arquitecto cortesano fray Alberto de la Madre de Dios diseñó un templo barroco concebido para acoger peregrinos y venerar la famosa reliquia, cuyo culto quería fomentar el rey Felipe III, que envía por ello a su arquitecto favorito.  Tiene planta de cruz latina y la fachada principal, realizada con mármoles de la zona, es uno de los mejores ejemplares barrocos de la región. Está declarada Monumento Histórico-Artístico Nacional desde 1944.

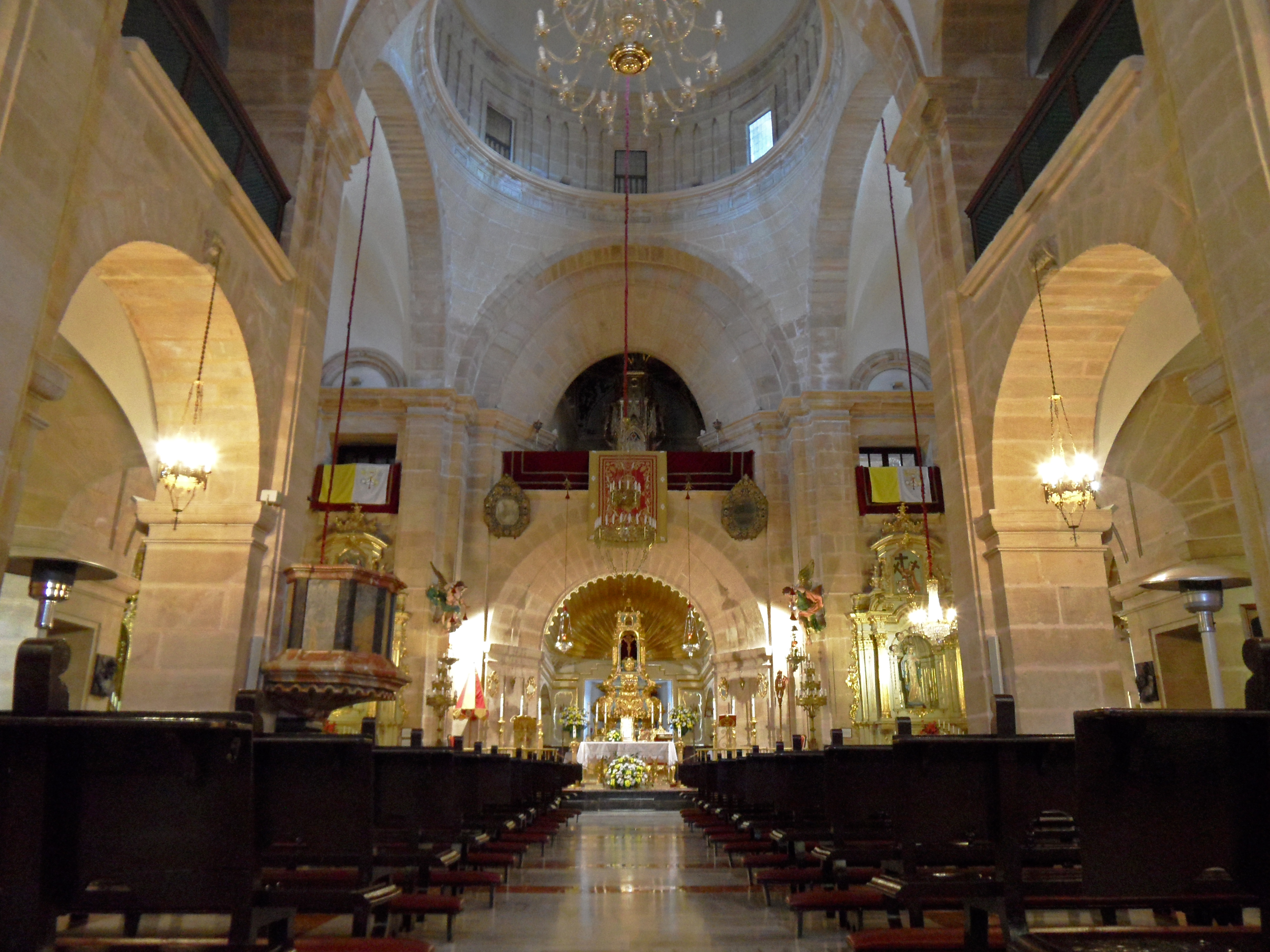
Interior de la basílica

El interior del templo se divide en tres naves, de estilo post-herreriano, caracterizado por la robustez y severidad de los paramentos, creando una sensación de rigidez en contraposición con la fachada. A la sacristía se accede por el lado del Evangelio, mientras que en la Epístola se encuentra la capilla de la Vera Cruz de Caravaca. El cuerpo superior se organiza a modo de deambulatorio que permite contemplar el resto de la iglesia. Posee un órgano en el coro alto, construido en 1776 por el maestro José Folch y seriamente dañado durante la Guerra Civil. Su restauración se llevó a cabo en 2003 y acompaña a los actos religiosos de mayor importancia.
La fachada de la Basílica se realizó en el siglo XVIII con mármoles de la zona, predominando el mármol jaspe, superpuestos al plano de sillería. En ella observamos elementos florales, juegos volumétricos de cornisas e impostas (propios de la teatralidad del Barroco), el uso de los estípites en los conjuntos columnarios, un escudo Real sobre el acceso y otros elementos como la concha de la Orden de Santiago, en alusión a su inequívoca relación con Caravaca. En la hornacina que preside la fachada se encuentra una talla de la Patrona de la ciudad, la Vera Cruz. Como remate superior se curva la cornisa y se organizan siete pináculos. En la parte inferior, a cada lado, quedan talladas dos bestias entre composiciones florales, conocidas por el pueblo de Caravaca como los Dragones Rojos (debido al color del mármol empleado).

## Museo del Santuario de la Vera Cruz
Situado en el recinto del Real Alcázar-Basílica de la Stma. y Vera Cruz, comprende colecciones de ornamentos, orfebrería y pintura.
Dentro de la pinacoteca destacan: La curación de Tobías, óleo sobre lienzo del pintor caravaqueño Rafael Tejeo, uno de los mejores retratistas del siglo XIX español, de estilo neoclásico.

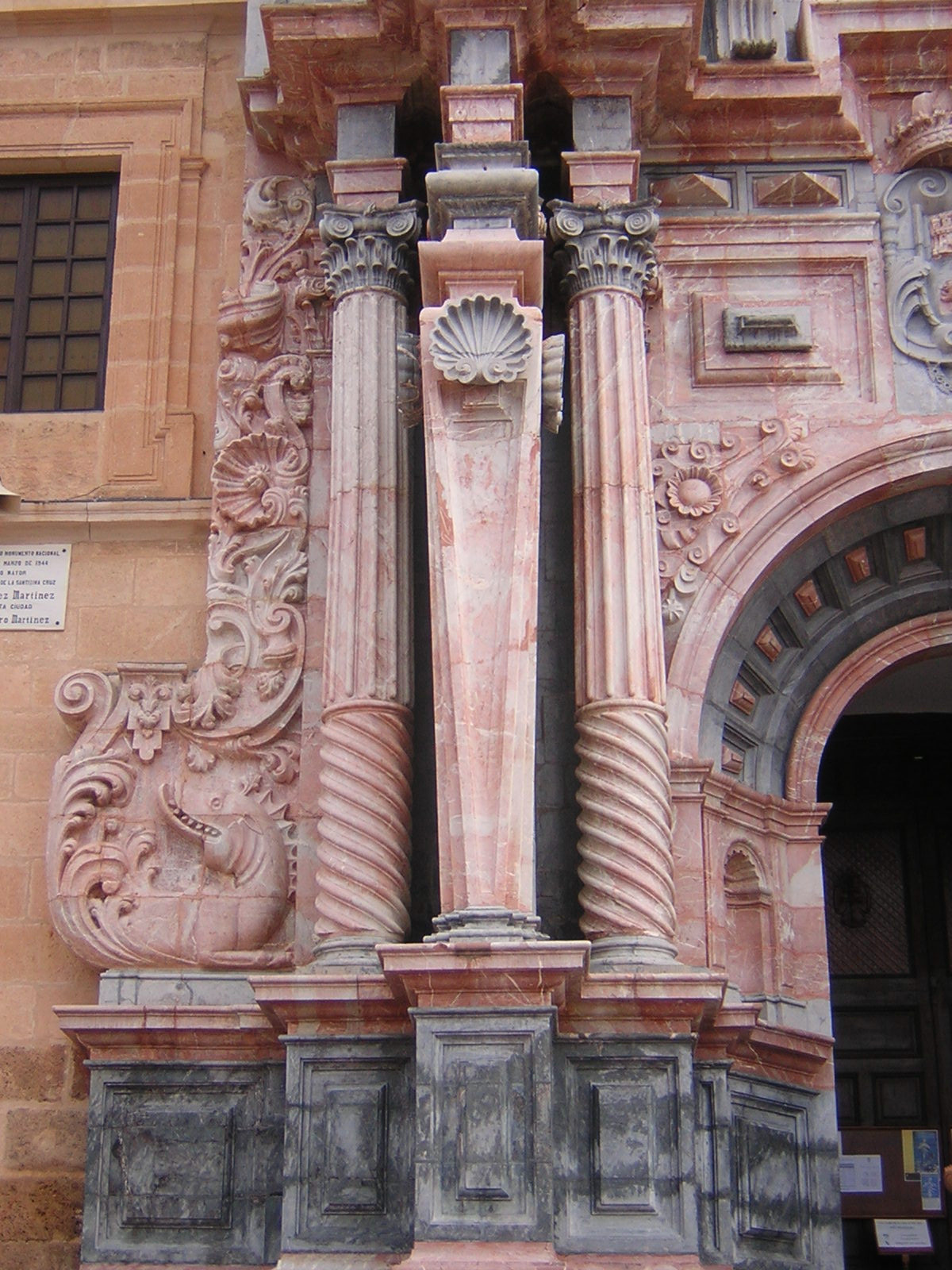
Detalle de la fachada
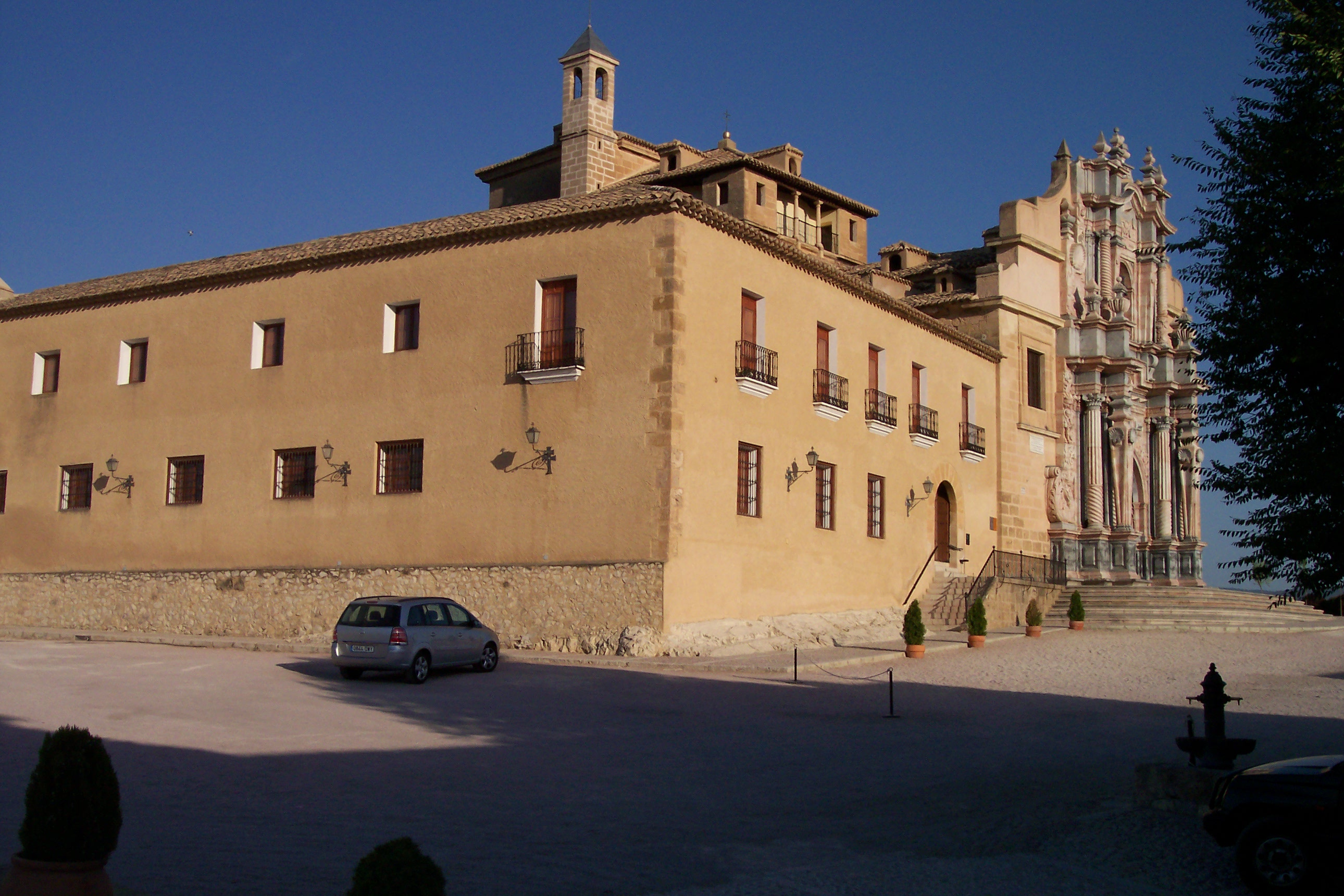
Basílica y edificio del museo
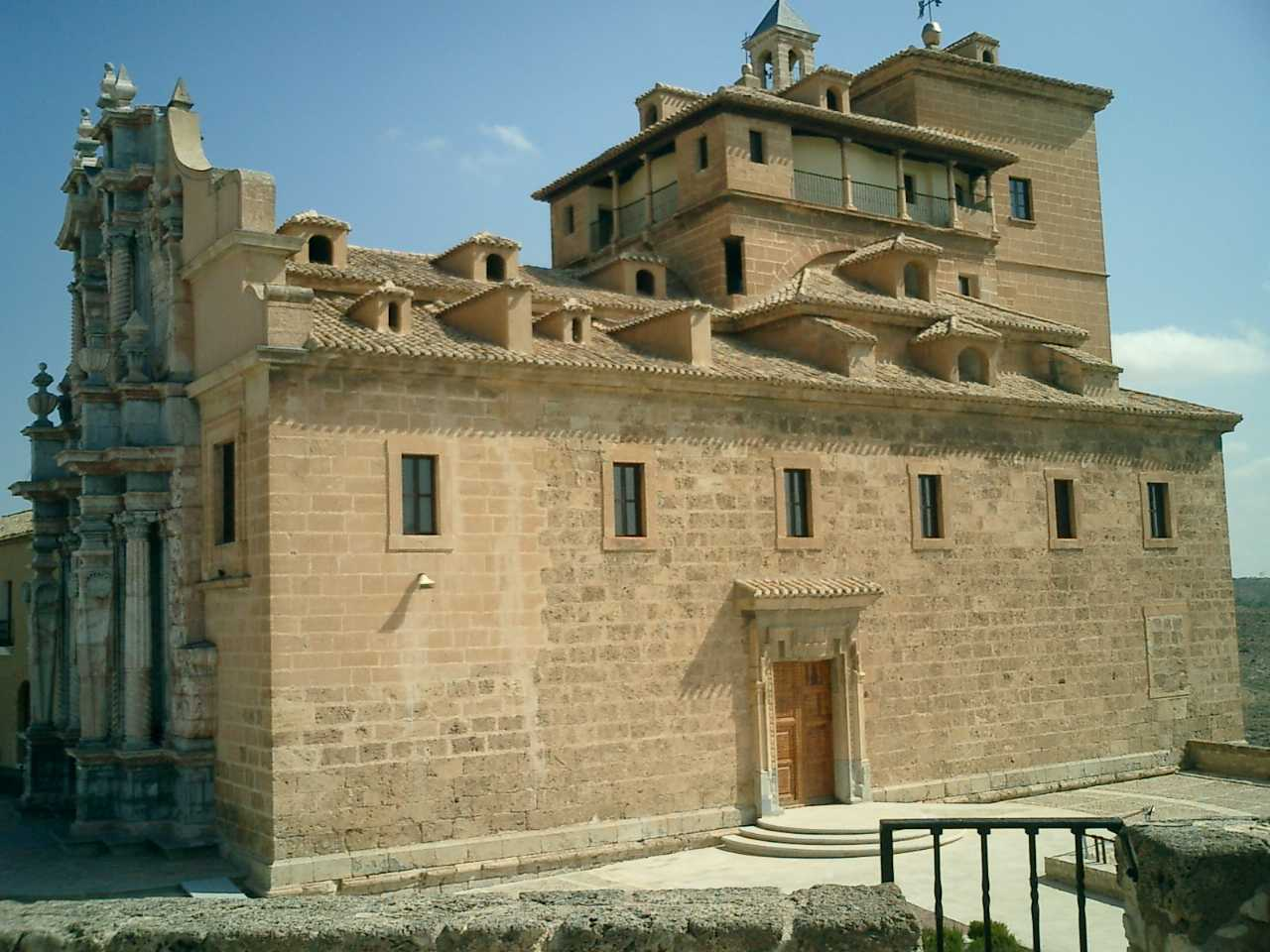
Basílica de la Vera Cruz
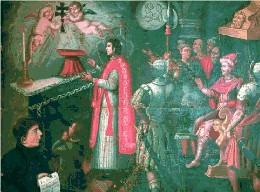
Aparición de la Vera Cruz de Caravaca
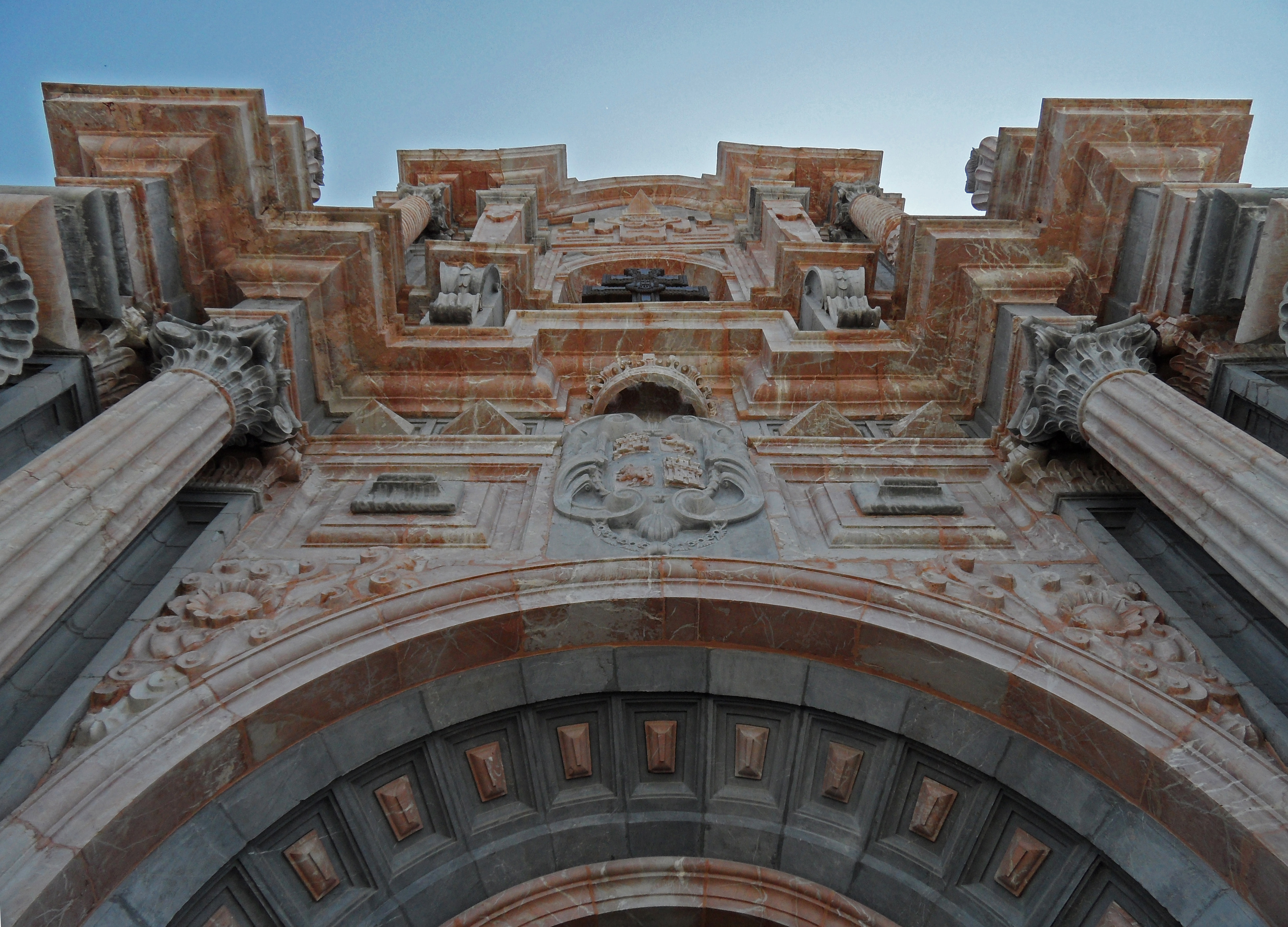
Imafronte de la basílica
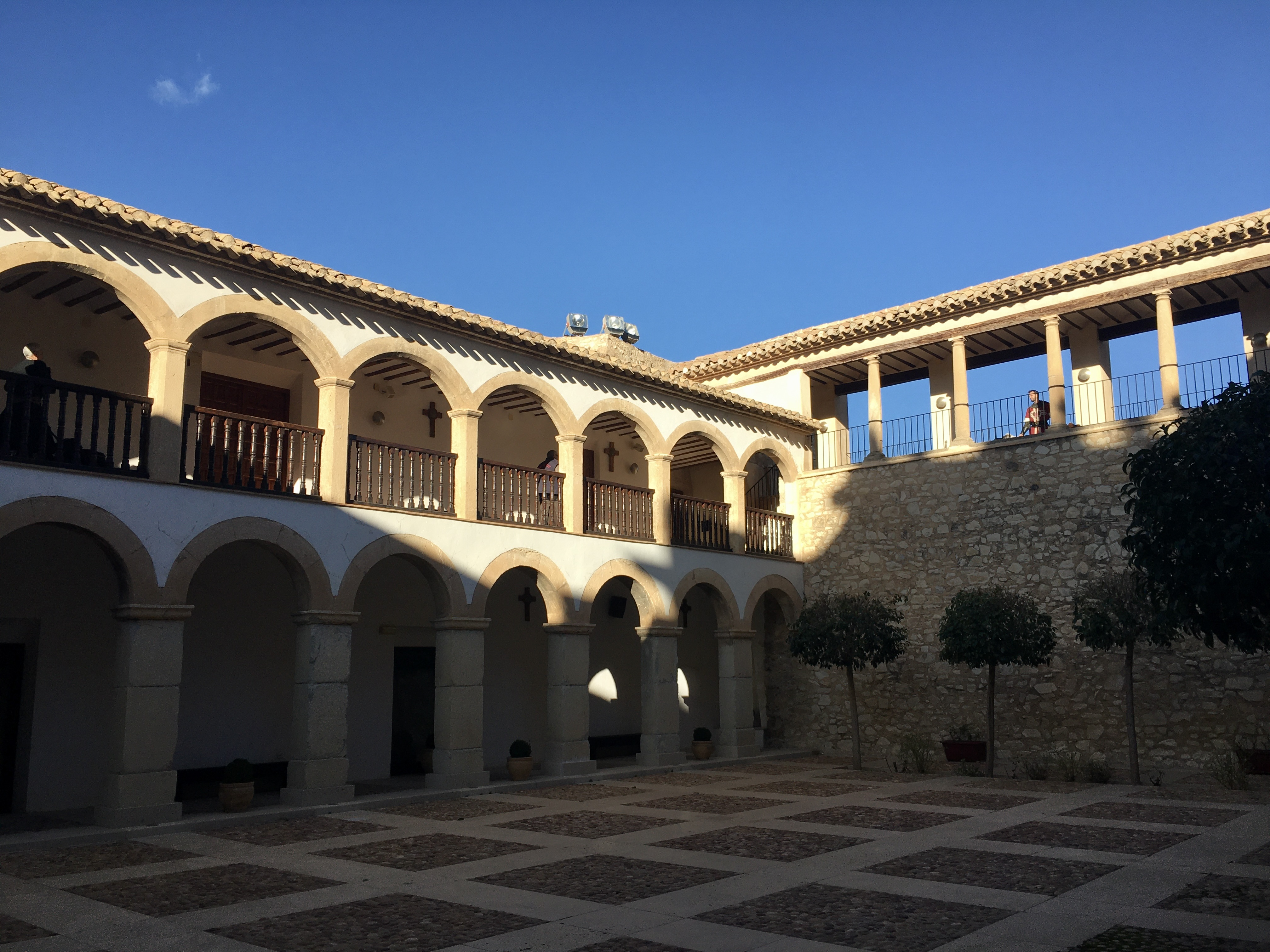
Casa del Capellán, anexa a la basílica